# Google Arts & Culture
Google Arts & Culture är en onlineplattform som ger allmänheten tillgång till högupplösta bilder av konstverk huserade i projektets partnermuseum. Projektet lanserades av Google den 1 februari 2011, till en början i samarbete med 17 internationella museum, bland annat Tategallerierna i London, Metropolitan Museum of Art i New York, och Uffizierna i Florens.
Plattformen ger användaren möjlighet att virtuellt gå igenom partnermuseernas gallerier, att utforska fysisk och kontextuell information om konstverken, samt att sammanställa en egen virtuell konstsamling. Projektets "walk-through"-funktion använder samma teknologi som Googles tidigare projekt Street View. De flesta bilderna av konstverken är i mycket hög upplösning, och varje partnermuseum fick i uppdrag att välja ut en bild att fotograferas som en gigapixelbild (med över 1 miljard pixlar).
Den 3 april 2012 tillkännagav Google en stor expansion av Art Project, med nya partneravtal med 151 museum i 40 länder. Plattformen innehåller numer över 32 000 konstverk från 46 museum, och bildhanteringsprocessen pågår med de kvarvarande partnermuseerna. Expansionen inkluderar konstverk från Art Gallery of Ontario, Vita huset, Australian Rock Art Gallery vid Griffith University, Museum of Islamic Art i Doha, samt Hong Kong Museum of Art. Därtill lanserade även Google en ny, förbättrad version av plattformen med nya Google +-funktioner, förbättrade sökfunktioner, samt en serie av utbildningsrelaterade verktyg. Google planerade att denna andra generationens plattform skulle vara en global tillgång, vilket har lett till att projektet numer finns tillgängligt på 18 språk, bland annat engelska, japanska, franska, indonesiska, italienska, polska och portugisiska.